# Liu Gong
Liu Gong (劉恭) (? - 184. pr. Kr.), također poznat i kao Car Qianshao od Hana (漢前少帝), bio je treći car kineske dinastije Han. Bio je sin, i to najvjerojatnije nastariji, cara Huija, i to s konkubinom, a poslije ga je usvojila Huijeva supruga carica Zhang Yan, koja nije imala vlastite djece. Vjeruje se da je tada, po nalogu carice majke Lü, likvidirana Liu Gongova prirodna majka.
O Liu Gongovom životu se relativno malo zna. Godine 188. pr. Kr. mu je umro otac te je naslijedio prijestolje. Međutim, vlast je bila čvrsto u rukama njegove bake Lü. 
Tijekom vladavine je doznao kako mu carica majka Zhang nije prava majka, nego da mu je prava majka ubijena. Tada je dvorjanima rekao kako će, kada odraste, osvetiti njenu smrt. Carica majka Lü je, doznavši za to, tajno zatvorila cara te drugim dvorjanima objavila kako je on duševno bolestan. Predložila je da se mladi car, s obzirom na to da ne može vladati, formalno svrgne i likvidira. Prijedlog je prihvaćen, a prijestolje je preuzeo njegov mlađi brat Liu Yi, koji je kasnije dobio ime Liu Hong.